# Die Vorsorgelüge: Wie Politik und private Rentenversicherung uns in die Altersarmut treiben
Die Vorsorgelüge: Wie Politik und private Rentenversicherung uns in die Altersarmut treiben ist ein 2012 erschienenes Sachbuch der Autoren Holger Balodis und Dagmar Hühne. Es thematisiert die Verflechtung von Politik und Versicherungswirtschaft im Kontext privater Rentenversicherung.

## Inhalt
Balodis und Hühne thematisieren in Die Vorsorgelüge die Lobbyarbeit der privatwirtschaftlichen Verbände und Versicherungen. Unter Rot-Grün habe dies zu einem Abbau der gesetzlichen Rente zugunsten der privaten Versicherungen geführt. Rentenexperten wie Bert Rürup, Bernd Raffelhüschen, Meinhard Miegel sowie Axel Börsch-Supan seien mit der Versicherungswirtschaft verflochten. Die Initiative Neue Soziale Marktwirtschaft und die Bertelsmann Stiftung beeinflussten laut den Autoren die öffentliche Meinung bezüglich Demographie.

## Rezensionen
Philipp Kron von der FAZ stellt fest: Im Kern ist das Buch eine Abrechnung mit der Versicherungswirtschaft, die neben den genannten Lobbygruppen einer der Haupttreiber der Reformen war. Die Autoren listen viele tatsächliche Ärgernisse auf: von den übertriebenen Abschlussvergütungen, die erwartbare Renditen deutlich schmälern, über Verbraucher schädigende Verhaltensweisen wie das verlustträchtige Abwerben von Kunden bis zu unappetitlichen Incentivereisen absatzstarker Vertriebsmitarbeiter. Allerdings würden Fakten zu sehr zugespitzt, weil die Argumentation darauf ausgerichtet ist, den Misserfolg der Rentenreform herauszustellen.
Die Rezensentin Eva Völpel von der taz hält das Werk der Autoren inhaltlich überzeugend und sprachlich gut gelungen: Jahrelange Expertise und ihre Kontakte ermöglichen ihnen detaillierte Beschreibungen aus dem Politikbetrieb und aufschlussreiche Gespräche mit den Verfechtern der Teilprivatisierung sowie mit denjenigen, die sich dagegenstemmten und sich bald alleine auf weiter Flur fanden. (…) Abgerundet wird das Buch durch eine – auch für Laien gut lesbare – Analyse der falschen Versprechen der Versicherungen und finanzierbarer Alternativen.
NDR Info hält das Werk für ein ebenso flammendes wie seriöses Plädoyer für eine Kehrtwende in der Rentenpolitik.

## Ausgaben
- Holger Balodis und Dagmar Hühne: Die Vorsorgelüge: Wie Politik und private Rentenversicherung uns in die Altersarmut treiben. Econ, München 2012, ISBN 978-3430201421

## Belege
1. ↑   http://www.seiten.faz-archiv.de/faz/20121224/fd1201212243730160.html
2. ↑  http://www.seiten.faz-archiv.de/faz/20121224/fd1201212243730160.html
3. ↑  http://www.taz.de/1/archiv/archiv/?dig=2013/02/02/a0036
4. ↑  ndr.de (Memento vom 8. August 2013 im Internet Archive)